# 100 mètres brasse masculin aux Jeux olympiques d'été de 2020
Navigation
Rio 2016 Paris 2024
Le 100 m brasse hommes est une épreuve des Jeux olympiques d'été de 2020 qui a eu lieu entre les 24 et 26 juillet, au Centre olympique national de Tokyo.

## Records
Avant les Jeux olympiques d'été de 2020, les records étaient les suivants.
| Record du monde  | 56.88 | Adam Peaty (GBR) | 21 juillet 2019 | Gwangju        |
| Record olympique | 57.13 | Adam Peaty (GBR) | 7 août 2016     | Rio de Janeiro |

## Programme
Heure locale (UTC+9)
| Date       | Heure | Tour         |
| ---------- | ----- | ------------ |
| 24 juillet | 20:25 | Séries       |
| 25 juillet | 11:33 | Demi-finales |
| 26 juillet | 11:12 | Finale       |

## Résultats

### Séries
Les seize meilleurs temps, indépendamment de leur série, sont qualifiées pour les demi-finales.
| Rang | Série | Ligne | Nom                     | Nationalité                 | Temps   | Remarques |
| ---- | ----- | ----- | ----------------------- | --------------------------- | ------- | --------- |
| 1    | 7     | 4     | Adam Peaty              | Grande-Bretagne             | 57.56   | Q         |
| 2    | 6     | 4     | Arno Kamminga           | Pays-Bas                    | 57.80   | Q         |
| 3    | 5     | 4     | Michael Andrew          | États-Unis                  | 58.62   | Q         |
| 4    | 7     | 5     | Nicolò Martinenghi      | Italie                      | 58.68   | Q         |
| 5    | 7     | 3     | Yan Zibei               | Chine                       | 58.75   | Q         |
| 6    | 5     | 5     | James Wilby             | Grande-Bretagne             | 58.99   | Q         |
| 7    | 6     | 3     | Andrew Wilson           | États-Unis                  | 59.03   | Q         |
| 8    | 7     | 8     | Felipe Lima             | Brésil                      | 59.17   | Q         |
| 9    | 6     | 5     | Ilya Shymanovich        | Biélorussie                 | 59.33   | Q         |
| 9    | 7     | 1     | Federico Poggio         | Italie                      | 59.33   | Q         |
| 11   | 5     | 1     | Lucas Matzerath         | Allemagne                   | 59.40   | Q         |
| 11   | 6     | 8     | Ryuya Mura              | Japon                       | 59.40   | Q         |
| 13   | 5     | 7     | Andrius Šidlauskas      | Lituanie                    | 59.46   | Q         |
| 14   | 6     | 6     | Fabian Schwingenschlögl | Allemagne                   | 59.49   | Q         |
| 15   | 5     | 3     | Anton Chupkov           | ROC                         | 59.55   | Q         |
| 16   | 7     | 2     | Kirill Prigoda          | ROC                         | 59.68   | Q         |
| 17   | 5     | 6     | Dmitriy Balandin        | Kazakhstan                  | 59.75   |           |
| 18   | 6     | 7     | Berkay Ömer Öğretir     | Turquie                     | 59.82   |           |
| 19   | 7     | 6     | Emre Sakçı              | Turquie                     | 59.87   |           |
| 20   | 4     | 5     | Cho Sung-Jae            | Corée du Sud                | 59.99   |           |
| 21   | 3     | 5     | Matti Mattsson          | Finlande                    | 1:00.02 |           |
| 22   | 6     | 2     | Matthew Wilson          | Australie                   | 1:00.03 |           |
| 23   | 7     | 7     | Shoma Sota              | Japon                       | 1:00.04 |           |
| 24   | 4     | 3     | Zac Stubblety-Cook      | Australie                   | 1:00.05 |           |
| 25   | 5     | 8     | Caspar Corbeau          | Pays-Bas                    | 1:00.13 |           |
| 26   | 6     | 1     | Čaba Silađi             | Serbie                      | 1:00.19 |           |
| 27   | 4     | 1     | Denis Petrashov         | Kirghizistan                | 1:00.23 |           |
| 28   | 2     | 4     | Jérémy Desplanches      | Suisse                      | 1:00.29 | NR        |
| 29   | 4     | 2     | Darragh Greene          | Irlande                     | 1:00.30 |           |
| 30   | 3     | 4     | Bernhard Reitshammer    | Autriche                    | 1:00.41 |           |
| 31   | 3     | 7     | Jorge Murillo           | Colombie                    | 1:00.62 |           |
| 32   | 3     | 2     | Lyubomir Epitropov      | Bulgarie                    | 1:00.71 |           |
| 33   | 4     | 7     | Théo Bussière           | France                      | 1:00.75 |           |
| 34   | 4     | 6     | Caio Pumputis           | Brésil                      | 1:00.76 |           |
| 35   | 3     | 6     | André Grindheim         | Norvège                     | 1:00.86 |           |
| 36   | 4     | 8     | Giedrius Titenis        | Lituanie                    | 1:00.92 |           |
| 37   | 4     | 4     | Michael Houlie          | Afrique du Sud              | 1:01.22 |           |
| 38   | 3     | 3     | Gabe Mastromatteo       | Canada                      | 1:01.56 |           |
| 39   | 3     | 1     | Josué Domínguez         | République dominicaine      | 1:01.86 |           |
| 40   | 3     | 8     | Izaak Bastian           | Bahamas                     | 1:01.87 |           |
| 41   | 2     | 6     | Amro Al-Wir             | Jordanie                    | 1:02.17 |           |
| 42   | 2     | 3     | Adriel Sanes            | Îles Vierges des États-Unis | 1:02.43 |           |
| 43   | 2     | 5     | Julio Horrego           | Honduras                    | 1:02.45 |           |
| 44   | 2     | 2     | Sébastien Kouma         | Mali                        | 1:02.84 |           |
| 45   | 2     | 7     | Abobakr Abass           | Soudan                      | 1:04.46 |           |
| 46   | 1     | 4     | Micah Masei             | Samoa américaines           | 1:04.93 |           |
| 47   | 1     | 3     | Muhammad Isa Ahmad      | Brunei                      | 1:08.65 |           |
| -    | 1     | 5     | Amini Fonua             | Tonga                       | DSQ     |           |
| -    | 5     | 2     | Thomas Bjerg            | Danemark                    | DSQ     |           |

### Demi-finales
Les huit meilleurs temps, indépendamment de leur série, sont qualifiées pour la finale.
| Rang | Série | Ligne | Nom                     | Nationalité     | Temps | Remarques |
| ---- | ----- | ----- | ----------------------- | --------------- | ----- | --------- |
| 1    | 2     | 4     | Adam Peaty              | Grande-Bretagne | 57.63 | Q         |
| 2    | 1     | 4     | Arno Kamminga           | Pays-Bas        | 58.19 | Q         |
| 3    | 1     | 5     | Nicolò Martinenghi      | Italie          | 58.28 | Q         |
| 4    | 2     | 3     | Yan Zibei               | Chine           | 58.72 | Q         |
| 5    | 2     | 5     | Michael Andrew          | États-Unis      | 58.99 | Q         |
| 6    | 1     | 3     | James Wilby             | Grande-Bretagne | 59.00 | Q         |
| 7    | 2     | 2     | Ilya Shymanovich        | Biélorussie     | 59.08 | Q         |
| 8    | 2     | 6     | Andrew Wilson           | États-Unis      | 59.18 | Q         |
| 9    | 2     | 7     | Lucas Matzerath         | Allemagne       | 59.31 |           |
| 10   | 1     | 1     | Fabian Schwingenschlögl | Allemagne       | 59.32 |           |
| 11   | 1     | 8     | Kirill Prigoda          | ROC             | 59.44 |           |
| 12   | 1     | 6     | Felipe Lima             | Brésil          | 59.80 |           |
| 13   | 2     | 1     | Andrius Šidlauskas      | Lituanie        | 59.82 |           |
| 13   | 1     | 7     | Ryuya Mura              | Japon           | 59.82 |           |
| 15   | 1     | 2     | Federico Poggio         | Italie          | 59.91 |           |
| 16   | 2     | 8     | Anton Chupkov           | ROC             | 59.93 |           |

### Finale
| Rang                                | Ligne | Nom                | Nationalité     | Temps |
| ----------------------------------- | ----- | ------------------ | --------------- | ----- |
| Médaille d'or, Jeux olympiques      | 4     | Adam Peaty         | Grande-Bretagne | 57.37 |
| Médaille d'argent, Jeux olympiques  | 5     | Arno Kamminga      | Pays-Bas        | 58.00 |
| Médaille de bronze, Jeux olympiques | 3     | Nicolò Martinenghi | Italie          | 58.33 |
| 4                                   | 2     | Michael Andrew     | États-Unis      | 58.84 |
| 5                                   | 7     | James Wilby        | Grande-Bretagne | 58.96 |
| 6                                   | 6     | Yan Zibei          | Chine           | 58.99 |
| 6                                   | 8     | Andrew Wilson      | États-Unis      | 58.99 |
| 8                                   | 1     | Ilya Shymanovich   | Biélorussie     | 59.36 |